# -ismist Recordings
-ismist Recordings je hudební vydavatelství, které bylo založeno, tehdy ještě pod názvem -ism Recordings, v roce 1992 Danem Schlisselem.

## Umělci
Významní umělci:
- Fullblown
- House of Large Sizes
- Killdozer („Go Big Red“)
- Lost Dogs
- Graig Markel
- The Monroes
- Molly McGuire
- Season to Risk
- The Sissies
- Slipknot (Mate. Feed. Kill. Repeat.)
- Doug Stanhope